# Rhabditidae
Rhabditidae (czyt. rabditide) – rodzina nicieni.
Do tej rodziny zaliczane są następujące rodzaje:
- Ablechroiulus
- Bursilla
- Caenorhabditis
- Cruznema
- Curviditis
- Cuticularia
- Dolichorhabditis
- Mesorhabditis
- Pellioditis
- Pelodera
- Phasmarhabditis
- Protorhabditis
- Rhabditis
- Rhabditoides
- Teratorhabditis